# 勝利の花びら/ハルハラリ
「勝利の花びら/ハルハラリ」（しょうりのはなびら/ハルハラリ）は、チナッチャブル（若槻千夏とアンタッチャブル）のシングル。2006年5月10日にGT musicから発売された。

## 概要
- 競馬バラエティ番組『うまッチ!』から誕生したチナッチャブルの唯一のシングル。
- 「勝利の花びら」は、テレビアニメ『ケロロ軍曹』のエンディングテーマとして使用された[2]。ラジオ番組『ケロロとギロロの地球侵略ラヂオ』のエンディングテーマとしても使用された[3]。バックコーラスとして日向めぐみが参加している[4]。
- 「ハルハラリ」は、やのべ副部長（矢延隆生）とのコラボ楽曲になっている[5]。チナッチャブルが誕生したバラエティ番組『うまッチ!』のテーマソングとして使用された[6]。若槻が出演していたバラエティ番組『スーパー競馬』でもエンディングテーマとして使用された[3]。
- 初回限定盤の特典として、『ケロロ軍曹』のオリジナルお守りが封入されている[7]。

## 収録曲
1. 勝利の花びら [3:42]
歌：チナッチャブル
作詞：秋元康、作曲・編曲：加藤大祐
  - テレビアニメ『ケロロ軍曹』エンディングテーマ
2. ハルハラリ [5:14]
歌：やのべ副部長とチナッチャブル
作詞：チナッチャブル・田中明仁、作曲：田中明仁、編曲：明石昌夫
  - フジテレビ系『うまッチ!』テーマソング
  - フジテレビ系『スーパー競馬』エンディングテーマ
3. 勝利の花びら（オリジナル・カラオケ） [3:42]
4. ハルハラリ（オリジナル・カラオケ） [5:13]